# Dekanat Spotkania Włodzimierskiej Ikony Matki Bożej

Obszar zajmowany przez dekanat

Dekanat Spotkania Włodzimierskiej Ikony Matki Bożej – jeden z dekanatów wchodzących w skład eparchii moskiewskiej miejskiej Rosyjskiego Kościoła Prawosławnego. Obowiązki dziekana pełni ks. Oleg Klemyszew. Granice dekanatu pokrywają się z granicami rejonu Mieszczanskiego Centralnego okręgu administracyjnego Moskwy. W dekanacie czynnych jest czternaście cerkwi parafialnych.

## Cerkwie w dekanacie
- Cerkiew Mądrości Bożej, metochion patriarszy

Cerkiew św. Pantelejmona, filialna
kaplica św. Jerzego, filialna
Cerkiew Opieki Matki Bożej, domowa przy siedzibie FSB, filialna
- Cerkiew św. Mikołaja[3]

kaplica Objawienia Pańskiego, filialna
- Cerkiew Zaśnięcia Matki Bożej[5]

cerkiew Trzech Świętych Hierarchów, filialna
- Cerkiew Spotkania Pańskiego, domowa przy teatrze „Szkoła Sztuki Dramatycznej”, filia Monasteru Wysoko-Pietrowskiego[7]
- Cerkiew Trójcy Świętej[8]
- cerkiew Soboru Świętych z Diwiejewa, metochion monasteru Trójcy Świętej i św. Serafina z Sarowa w Diwiejewie[9]
- Cerkiew Trójcy Świętej[10]
- Cerkiew Zmartwychwstania Pańskiego[11]
- Cerkiew Trójcy Świętej, filia ławry Troicko-Siergijewskiej[12]

Cerkiew Świętych Biskupów Moskiewskich, filialna.
Kaplica św. Aleksandra Newskiego i św. Jana Rycerza, filialna
- Cerkiew Iwerskiej Ikony Matki Bożej, domowa, filia Monasteru Dońskiego, przy Wschodnioeuropejskiej spółce naftowej[14]
- Cerkiew św. Filipa Metropolity Moskiewskiego

Kaplica św. Innocentego Irkuckiego i Świętych Mnichów Syberyjskich, filialna
Kaplica Dońskiej Ikony Matki Bożej, filialna
- Cerkiew Ikony Matki Bożej „Wszystkich Strapionych Radość”, metochion patriarszy[16]
- Kaplica Krzyża Świętego[17]
- Cerkiew Zstąpienia Świętego Ducha[18]

Kaplica Włodzimierskiej Ikony Matki Bożej, filialna
- Cerkiew Ikony Matki Bożej „Znak”[20]

cerkiew św. Aleksandra Chotowickiego, chrzcielna
cerkiew św. Tryfona, filialna

## Monastery[21]
- Monaster Spotkania Włodzimierskiej Ikony Matki Bożej, męski
- Monaster Narodzenia Matki Bożej, żeński